# Шефи, Дов
Дов Ше́фи (ивр. דב שפי‎; рожд. Дов Шпи́цен; род. 31 марта 1933, Тель-Авив, Палестина) — израильский юрист. Главный военный прокурор Армии обороны Израиля с 1979 по 1984 год.

## Биография
Дов Шефи (урождённый Шпицен) родился в Тель-Авиве 31 марта 1933 года в бедной семье выходцев из Польши. Отец Шефи, Авраам Шпицен, работал плотником в мастерской, размещавшейся в доме семьи, и занимался починкой музыкальных инструментов. Мать Шефи, Хая, была учительницей.
Шефи был младшим из трёх детей: старшая сестра Това Шпицен станет в дальнейшем танцовщицей и певицей, средний брат Аарон Шефи станет в дальнейшем музыкантом и основателем и руководителем консерватории Гиватаима.
В возрасте 14 лет начал работать курьером в банке «Апоалим» в Тель-Авиве. Юридический советник банка обратил внимание на способного подростка и убедил управление банка оплатить Шефи учёбу в вечерней школе. Шефи учился в средней школе «Ирони Алеф».
В 1953 сменил свою фамилию на Эрель (ивр. אראל‎), в 1954 году — на Шефи.
Изучал юриспруденцию на факультете юриспруденции Еврейского университета в Иерусалиме в рамках программы «академического резерва» (ивр. העתודה האקדמית‎), позволяющей получение отсрочки от службы в армии ради получения высшего образования, стал первым участником программы, ставшим в дальнейшем Главным военным прокурором. Окончил учёбу со степенью магистра юриспруденции в 1956 году.

### Военная карьера
В январе 1957 года Шефи был призван на службу в Армии обороны Израиля, однако сначала не был распределён по специальности, а направлен на должность офицера отдела военно-социальной работы (ивр. קצין ת"ש‎) в бригаде «Голани». После этой должности Шефи был переведён в отделение по делам пенсионеров Управления кадров армии, где в его ответственность входила подготовка проектов подзаконных актов и указов по вопросам военных пенсионеров.
В феврале 1959 года Шефи был переведён на службу в Военной прокуратуре, где начал службу военным обвинителем в Прокуратуре Южного военного округа. Следующей должностью Шефи стала должность военного обвинителя по делам о дорожно-транспортных правонарушениях.
Через несколько месяцев стал помощником главы отдела юридической консультации и законодательства Меира Шамгара. В 1962 году получил лицензию на право занятия адвокатской деятельностью.
Приблизительно за два с половиной года до начала Шестидневной войны 1967 года Шефи стал главой секции инструктажа, занимаясь проведением курсов и лекций по вопросам дисциплинарного и уголовного права для офицеров армии, а также инструктажем по вопросам международного права и правилам войны накануне Шестидневной войны. Накануне Шестидневной войны участвовал также в подготовке правовой базы действий армии при возможной оккупации территорий противника в случае войны.
Через два дня после начала Шестидневной войны 1967 года Шефи стал первым Юридическим советником Иудеи и Самарии. В этой должности активно занимался внедрением режима израильской военной администрации на Западном берегу реки Иордан, решая многочисленные правовые и административные вопросы, возникавшие после вытеснения иорданских войск войсками Армии обороны Израиля из данной территории. Исполнял эту должность до апреля 1968 года.
В дальнейшем возглавил отдел международного права Военной прокуратуры, став первым главой отдела, основанного для координации деятельности органов Военной прокуратуры на различных территориях, занятых Армией обороны Израиля во время Шестидневной войны, и развитием деятельности в сфере международного права. Входил в состав израильской делегации на конференции Международного движения Красного Креста и Красного Полумесяца на XXI конференции в Стамбуле в 1969 году.
С 1973 по 1976 год служил помощником Координатора правительственных действий на Территориях (в данной должности был повышен в звании до полковника), а с сентября по декабрь 1976 года был членом дипломатической миссии Израиля в ООН.
Затем вышел в запас из армии, и с 1978 по 1979 год был заместителем Юридического советника Министерства обороны по общественному праву и законодательству. Также входил в состав армейской комиссии по расследованию обстоятельств столкновения военных вертолётов, произошедшего в апреле 1977 года и унесшего жизни восьми служащих Армии обороны Израиля.
29 июня 1979 года Шефи было присвоено звание бригадного генерала, и он вернулся на службу в армии и вступил на пост Главного военного прокурора, сменив на посту бригадного генерала Цви Инбара.
Принимал участие в переговорах с Египтом в Каире и Тель-Авиве в 1979 и 1980 годах о возможности создания палестинского самоуправления, в эти же годы участвовал в конференциях ООН в Женеве по подготовке Конвенции о запрещении или ограничении использования конкретных видов обычного оружия. Также занимался подготовкой приложений по мерам безопасности к Египетско-израильскому мирному договору и правовыми вопросами израильской аннексии Голанских высот.
В рамках своей должности курировал, помимо прочего, следствие и судебный процесс против Главного офицера военной полиции, бригадного генерала Баруха Арбеля, по обвинению во взяточничестве.
В очередной раз вошёл в состав израильской делегации на конференции Международного движения Красного Креста и Красного Полумесяца на XXIV конференции Маниле в 1981 году.
Командовал Военной прокуратурой во время Первой ливанской войны в 1982 году. В отличие от периода Шестидневной войны в ходе этой войны Армия обороны Израиля не предпринимала шагов по разворачиванию аппарата военной администрации и военных судов на занятых израильскими войсками территориях Ливана, однако Военная прокуратура была активно вовлечена в деятельность по восстановлению и поддержанию правопорядка на таких территориях, консультированию армии по вопросам международного и военного права, применению мер реагирования на правонарушения со стороны военнослужащих и продвижению законодательства для предоставления льгот и отсрочек по исполнению гражданских обязательств призванным на войну военнослужащим.
На основании выводов армейской комиссии о расследовании теракта в городе Сур в Ливане, унесшего жизни 59 человек вследствие подрыва штаба израильской армии в городе 4 ноября 1983 года, Шефи отдал распоряжение об объявлении выговора ряду высокопоставленных офицеров, включая Начальника Генштаба Моше Леви, однако Начальник Генштаба при поддержке министра обороны Моше Аренса отказался исполнять данное распоряжение.
По настоянию Шефи Генштаб под руководством генерал-лейтенанта Рафаэля Эйтана впервые утвердил Военной прокуратуре свою эмблему для наплечных знаков, и ряд должностных лиц Военной прокуратуры, в которой при входе Шефи на должность только заместитель Главного военного прокурора носил звание полковника, были повышены в звании до полковника. Шефи также ввёл ежегодную традицию посылать представителя Военной прокуратуры на учёбу в Школе Военной прокуратуры США в Шарлотсвилле, штат Виргиния.
1 июня 1984 года передал пост Главного военного прокурора бригадному генералу Бен Циону Фархи.

### После выхода в запас
15 июля 1988 года был назначен временно исполняющим обязанности Юридического советника Министерства обороны, в январе 1989 года данное назначение было утверждено на постоянной основе. В период службы на должности принимал прямое участие в Мадридской мирной конференции в 1991 году. Исполнял должность Юридического советника Министерства обороны до 1994 года.
С 1994 по 1998 году был посланником по вопросам сотрудничества в оборонной сфере в посольстве Израиля в США.
Преподавал военное право в Тель-Авивском университете и Университете имени Бар-Илана.
Шефи неоднократно принимал участие в международных конференциях в рамках общественной дипломатии, направленной на разъяснение позиций Израиля в вопросах международного и военного права.
Был также членом правления Центра по исследованию сил еврейской обороны имени Исраэля Галили.

### Личная жизнь
Проживает в Ор-Йехуде. Женат на Эстер Шефи, с которой познакомился ещё в ходе учёбы в школе «Ирони Алеф», отец троих детей (сыновья Ишай и Хагай и дочь Пазит).
В террористическом акте 11 сентября 2001 года погиб младший сын Шефи, Хагай (24 октября 1966 — 11 сентября 2001), бизнесмен, проживавший в США с женой Сигаль, пятилетним сынон Рои и трёхлетней дочерью Наоми, который проводил в тот момент лекцию на 106-м этаже северной башни ВТЦ.
Старший сын Шефи, Ишай (род. 20 декабря 1954) — израильский композитор и музыкальный продюсер, известный под именем Шефи Ишай (ивр. שפי ישי‎).

## Публикации
- Dov Shefi, Taxation in the Administered Territories, in Israel Yearbook on Human Rights (Дов Шефи, «Налогообложение на администрируемых территориях», глава в «Израильском ежегодникe по правам человека»), Tel Aviv (1971), vol. 1, p. 290 (Архивная копия от 28 декабря 2022 на Wayback Machine) (англ.)
- Dov Shefi, The Protection of Human Rights in Areas Administered by Israel: United Nations Findings and Reality, in Israel Yearbook on Human Rights (Дов Шефи, «Защита прав человека на администрируемых Израилем территориях: выводы ООН и действительность», глава в «Израильском ежегодникe по правам человека»), Tel Aviv (1973), vol. 3, p. 337 (Архивная копия от 28 декабря 2022 на Wayback Machine) (англ.)
- Dov Shefi, The Reports of the U.N. Special Committees on Israeli Practices in the Territories — A Survey and Evaluation, in Military Government in the Territories Administered by Israel, 1967—1980: The Legal Aspects (edited by Meir Shamgar) (Дов Шефи, «Доклады спецкомитетов ООН на тему действий Израиля на территориях — обозрение и оценка», глава в книге «Военная администрация на контролируемых Израилем Территориях, 1967—1980: Правовые аспекты»), The Harry Sacher Institute for Legislative Research and Comparative Law, Hebrew University of Jerusalem (1982), p. 285 (англ.)
- Dov Shefi, The Status of the Legal Adviser to the Armed Forces: His Functions and Powers (Дов Шефи, «Статус юридического советника в вооружённых силах: его должностные обязанности и полномочия»), Revue de Droit Pénal Militaire et de Droit de la Guerre, XXII-3/40 (1983), p. 259; 100 Military Law Review 119 (Архивная копия от 31 марта 2009 на Wayback Machine) (англ.)
- תא"ל מיל' דב שפי הפרקליטות הצבאית והמימשל בגדה מעריב, 14.4.86 (Бригадный генерал запаса Дов Шефи, «Военная прокуратура и администрация на Западном берегу», «Маарив» (14.4.86)) (Архивная копия от 28 декабря 2022 на Wayback Machine) (иврит)
- Dov Shefi, Counter Terrorism in Democracies: The Legal Experience of Israel (Дов Шефи, «Контртерроризм в демократических странах: правовой опыт Израиля»), лекция в Военной академии США (8.12.99) (Архивная копия от 25 мая 2022 на Wayback Machine) (англ.)
- דב שפי לחימה, משפט ורפואה בדיני המלחמה רפואה ומשפט 28 (2003) 136 (Дов Шефи, «Военные действия, право и медицина в международном гуманитарном праве», «Рефуа у-мишпат» № 28 (2003) 136) (иврит)